# Milió

Visualització de potències de deu a un milió

Un milió és un nombre natural que s'escriu 1000000 en el sistema de numeració àrab i M en el romà. En el sistema binari és 11110100001001000000 i en l'hexadecimal és F4240. La seva factorització en nombres primers és 2⁶ × 5⁶. A vegades s'usa per designar quantitats imprecises molt altes. Al SI, el prefix del milió és mega-, i el seu símbol es M (megawatt: un milió de watts; símbol: MW).
Ocurrències del milió:
- La riquesa es compta en milions
- És el nom popular d'un joc, el pinball
- La llum viatja un milió de quilòmetres en menys de 3 segons i mig (3'33564 segons).